# Projection Peak
Der Projection Peak ist ein 1475 m hoher Berg in den Denton Hills des ostantarktischen Viktorialands. Er ragt oberhalb des Kopfendes des Garwood-Gletschers am südwestlichen Ausläufer des Hobbs Ridge auf.
Das New Zealand Geographic Board benannte ihn 1993 in Anlehnung an die Benennungen des Bonne-, des Cassini- und des Mollweide-Gletschers, deren Namensgeber für unterschiedliche Typen von Kartenprojektionen stehen.